# تردد قناة

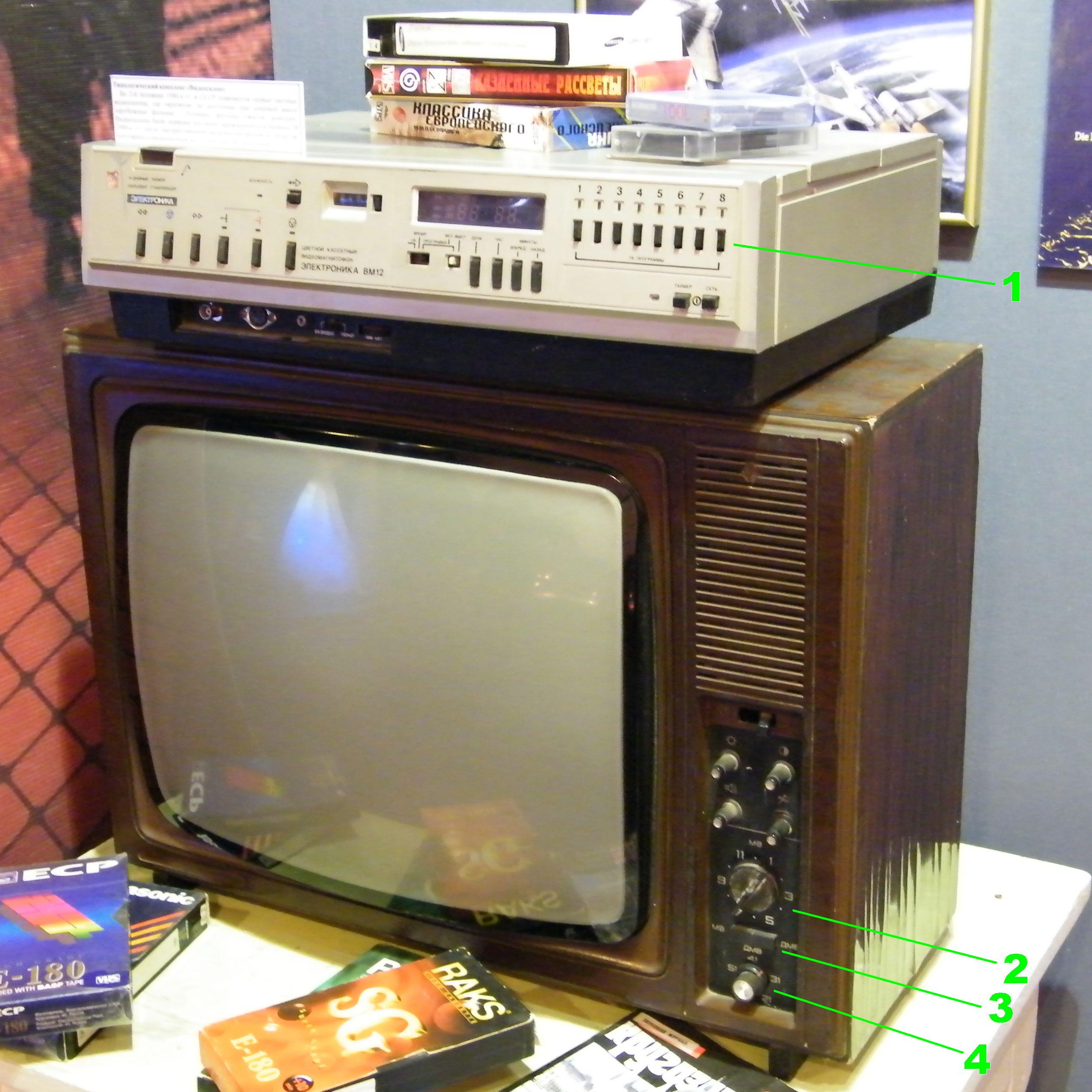

تردد قناة، هو الرقم الخاص باستقبال إشارة القناة على القمر الصناعي ويمكن تقسيم التردد إلى عدة أرقام منها التردد الرئيسي بالإضافة إلى اتجاه القناة بالإضافة إلى معدل الترميز ومعامل التصحيح ومع تغيير هذا التردد تفقد الإشارة الخاصة بالقناة ويجب إدخال تردد جديد لتلك القناة التي أعلنت عن تغيير ترددها.

## المواقع التي تقدم الترددات
هناك العديد من المواقع التي تقدم خدمة الترددات مثل موقع تابع لإدارة النايل سات ويعمل على تقديم الترددات الخاصة بالقمر ويتم عرضها على الجمهور باللغة الإنجليزية.